# 荒尾市交通局

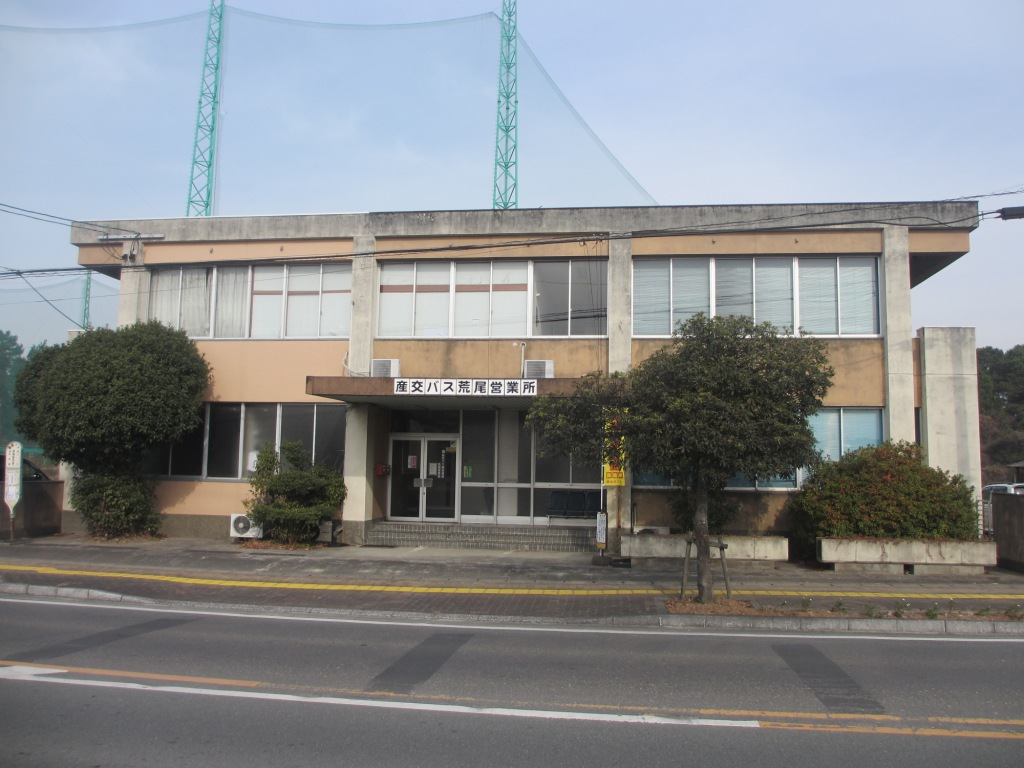
旧・交通局。現在は産交バスの玉名営業所荒尾車庫として利用されている（2014年12月）

荒尾市交通局（あらおしこうつうきょく）は、熊本県荒尾市が1949年から2005年にかけて運営していた交通事業を目的とする地方公営企業である。

## 歴史
- 1949年2月1日 乗合バス事業開始。
- 1949年3月1日 鉄道事業開始。

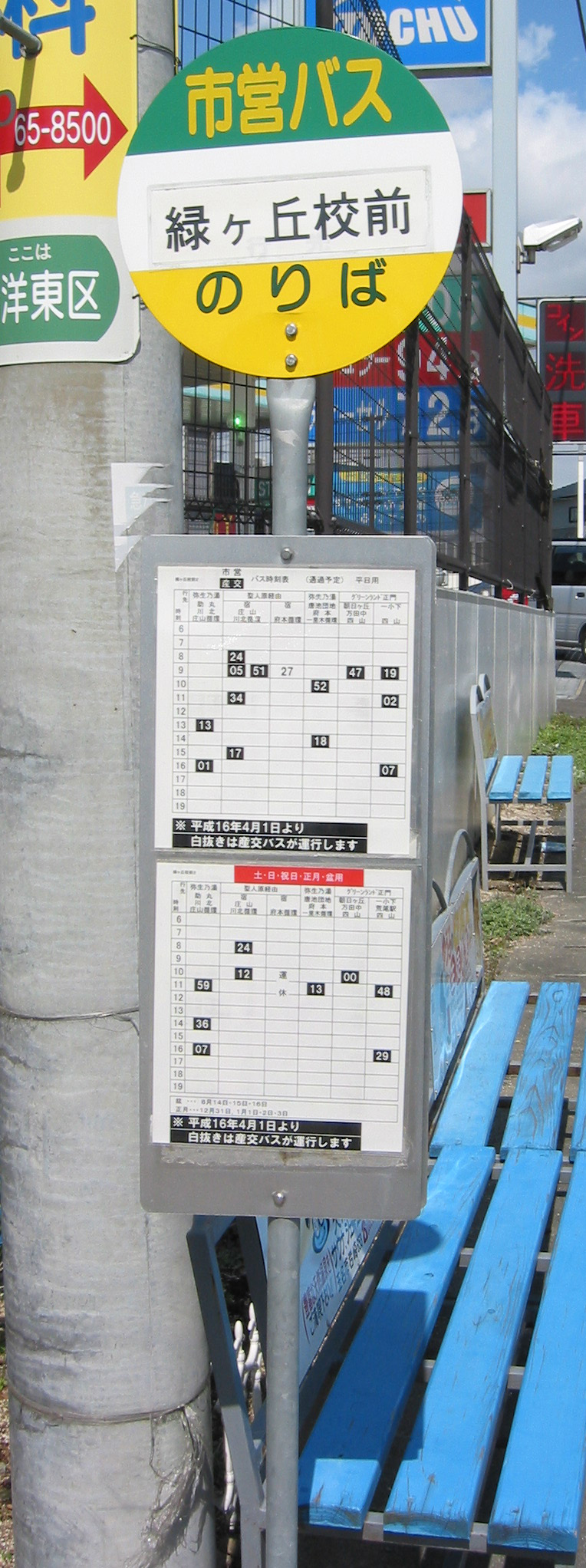
乗合バスのバス停

- 1950年12月25日 貸切バス免許取得（事業開始日不明）。
- 1964年10月1日 鉄道線全線廃止。
- 1975年4月1日 車庫・施設を大字荒尾4544番地へ移転。
- 1996年4月1日 交通部を交通局に改組。
- 1997年9月1日 山の手待合所を廃止、荒尾市営バスセンターを新設。小幅な路線再編を実施。
- 2000年4月ｘ日 バスセンター起点とした路線網に大幅再編。特定乗継路線制度を新設。あらおシティモールへ乗り入れ開始。西原待機所廃止。
- 2002年4月1日 貸切バス事業を廃止。循環を除くすべての系統がバスセンター、あらおシティモールを経由するダイヤとなる。
- 2004年4月1日 路線と車両の一部を熊北産交へ譲渡。
- 2005年4月1日 路線と車両をすべて産交バス（同日付で熊南産交・熊北産交・天草産交・産交観光バス（路線バス部門のみ）が合併）へ譲渡し、閉局。

## 乗合バス事業

### 概要
主に荒尾市内で乗合バス事業を行っていたが、交通局解散時まで市営バスセンター～南荒尾駅前～玉名郡長洲町（長洲港）まで越境路線を持っていたほか、1980年代までは四山から府本を経由して国道208号線を東進した玉名市の立願寺温泉までの越境路線を持っていた。
荒尾市には隣接する福岡県大牟田市同様、炭鉱住宅（社宅）が市内各地に点在していたことから、それらの住宅地と荒尾駅や市内随一の繁華街・四山地区をダイレクトに結ぶべく、市が直営でバス事業を始めたことに起源する。戦後復興の中、炭鉱景気に沸いていた1960年代まではかなりの利用者を誇っており、1964年に鉄道事業を廃止した後にバス路線を拡充した頃までが黄金時代であった。しかしエネルギー革命に伴う炭鉱の閉山やそれに伴う人口の流失・高齢化、またマイカー、バイク、自転車の普及でバス利用者は激減し、毎年多額の赤字を計上するようになっていた。
1990年代末から抜本的なバス路線網再編や大幅な合理化が進められ、従来行っていた貸切バス事業を廃止。またこの頃、荒尾市は駅の東側約4kmの位置にある旧炭鉱住宅街の緑ヶ丘地区の再開発事業を行っており、1997年4月25日に同地区にショッピングモール「あらおシティモール」をオープンさせたのに続き、同年9月1日に「あらおシティモール」に隣接する形で市営バスセンターを新設した。その際にそれまでの四山地区や荒尾駅を起点とした路線網をやめ、市営バスセンターを中軸とした路線網に再編している。この再編に合わせて特定乗継路線制度を新設して、一部路線において乗継割引制度を開始。また、この頃までに市民の通勤通学の大半がマイカーや自転車に切り替わっていたため、あえて朝夕のバス運行を減便し、お年寄りを中心とした日中の通院、買い物に特化したダイヤに改めた（前年のダイヤから約30%運行カット）。この結果、各系統が重複するメイン区間（四山～荒尾駅～市営バスセンター）や玉名市・熊本市方面へ向かう産交バスの路線が重複する区間以外は一日数本のみの運行となり、西鉄バス大牟田が周辺各地に30分～1時間間隔で運行している大牟田市などに比べると荒尾市内のバスの利便性は極端に低下してしまい、もはやバスを使おうにも気軽に使えない状況に陥っていた。
運行30%カットに対し、減収は9%と順調な再建であったが抜本的な赤字解消とは言えず、最終的に市はバス運行事業の撤退を表明し、2004年4月1日に一部の路線と車両が熊北産交（現・産交バス）に先行譲渡。翌2005年4月1日には残るすべての路線と車両が産交バスに譲渡され、同時に荒尾市交通局は閉局した。2008年の10月のダイヤ改正までは産交が市バス廃止直前の運行形態をほぼそのまま引き継ぎ運行していた。2008年10月のダイヤ改正で荒尾市内線、荒尾・玉名-熊本線は路線を大幅に再編した。
車庫は産交バス荒尾営業所となったが（同時に従来の産交バス荒尾営業所は廃止）、2006年12月1日に玉名営業所に統合され廃止されている（現在は産交バス玉名営業所荒尾車庫として存在し、車両と乗務員は引き続き駐在）。

### 車両

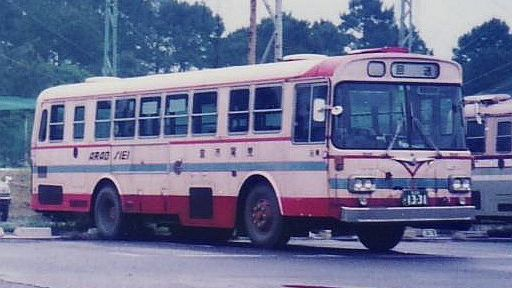
旧塗装の一般路線車（1997年撮影）

一般路線車は1980年頃まで肌色地に赤色帯・薄青色帯の塗装で、それ以降の新規導入車はクリーム色地に紺色帯・赤色細帯の塗装となった。貸切車は白地に紺・灰色帯で窓より上の部分が薄黄色、屋根が薄緑色の塗装であった。メーカーは国内4メーカー全社が採用され、西日本車体工業の車体を架装した車両も存在していた。
1992年に鹿児島市営バスから中古車両が譲渡された際は、「鹿児島市営」の表記を「荒尾市営」に書き換えただけで鹿児島市営バスの塗装を塗り替えずに使用した。
1995年に再び鹿児島市営バスから中古車両が譲渡された際は、クリーム色地に紺色帯・赤色細帯の塗装に塗り替えられた。
1995年と1996年に大型の一般路線車が荒尾市営バスとして最後の新規導入(95年は日産ディーゼル・RP、96年が三菱ふそう・エアロスター(KC-MP617K)が2台ずつ)され、これらの車両は後に産交バスへ譲渡後は荒尾市内はともかく主に熊本市内から玉名方面に至る路線で使用されており、同じ「熊本22か～」のナンバープレートながら、テールライトの形状や窓形状・側面行き先方向幕の位置（当局の車両は中扉後方、産交自社導入車は中扉前方）の違いで産交が自社導入した同型車と容易に区別できていた。（2016年11月現在）
1997年と1998年に東京都交通局から中古車両を譲り受け、上述の鹿児島市営バスからの譲受車や旧年式車が置き換えられた。
一部事業譲渡前の2004年3月31日の時点では一般路線車15台と、特定輸送（荒尾支援学校のスクールバス）に使用される貸切車1台を保有していた。一般路線車は全車産交バスに引き継がれ、産交塗装（白・青ツートンカラー）に塗り替えられ使用されていた。その後は当局が運行していた路線はもとより時として熊本都市圏路線にも乗り入れるなど幅広く同社で活躍し、徐々に他社からの移籍車両に置き換えられ方向幕もLED化したが、2024年11月をもって当局が最後に新車で導入し、後に産交バスに移籍した96年式の三菱ふそう・エアロスターの2台の離脱・廃車に伴い、旧荒尾市営バス車は全廃となった。

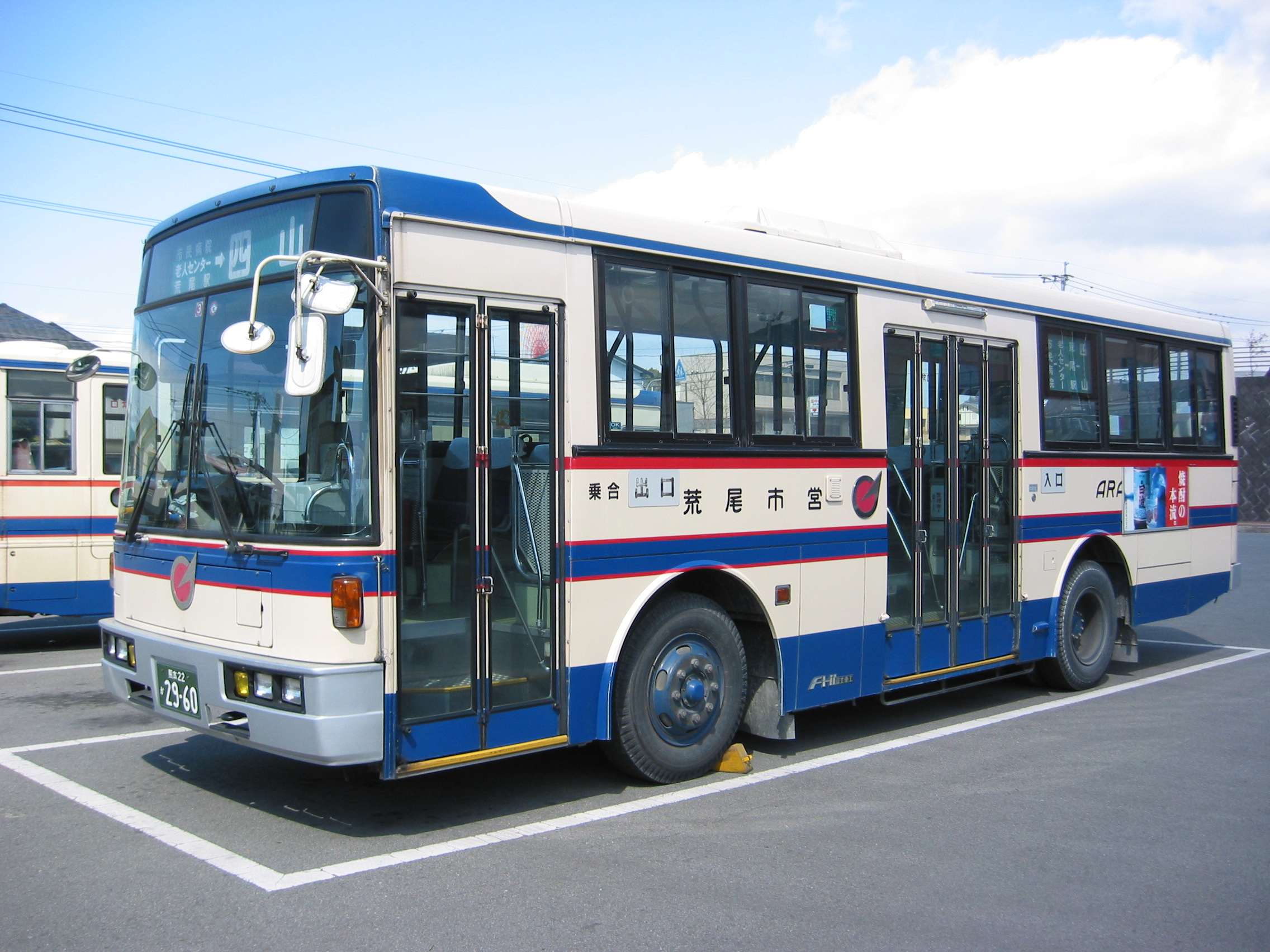
一般路線車（2004年3月当時）

## 路線
四山を起点してバスセンターへ向かう下り便には経由地別に行き先番号が付けられる。
循環系統は番号と合わせてA・Bの番号がついていた。（例外あり）

### 八幡台線
- ■ 1
  - 四山 - 荒尾駅 - 老人センター - 市民病院 - バスセンター  - 八幡台１丁目
- ■ 23
  - バスセンター - 八幡台１丁目
- ■ 33
  - 唐池→府本→樺→八幡台2丁目→バスセンター→市民病院→老人センター→荒尾駅

1系統は八幡台1丁目到着後、23系統となりバスセンターへ折返していた。
23系統は八幡台1丁目到着後は、1系統として四山へ向かっていた。
33系統は2000年のダイヤ改正で登場。唐池始発の片道のみの運転、バスセンター始発便も設定されたが2002年のダイヤ改正で唐池始発便のみの運転となる。

### グリーンランド線
- ■ 3
  - 四山 - 荒尾駅 - 一小下 - グリーンランド正門 - バスセンター

### 牛水・長洲港線
- ■ 7
  - バスセンター - 市民病院 - 南荒尾駅 - 牛水下 - 長洲港

長洲町にまたがって運転する唯一の越境路線。
1993年に長洲町が荒尾市営バスと熊北産交の路線バスの相互乗り入れを要望していた。
これを受けて荒尾市と熊北産交は、路線バスの相互乗り入れ協定を締結。
1999年に荒尾市側が荒尾市営バスの7系統・牛水線を長洲港まで延長運転。（牛水下～長洲港延長運転）
熊北産交側が長洲環状線のルートを見直し、荒尾市へ乗り入れ開始した。

### 聖人原循環
- ■ 2A
  - 四山 → 荒尾駅 → 倉掛 → 助丸 → 聖人原 →グリーンランド正門前→バスセンター→ 市民病院 → 老人センター → 荒尾駅 → 四山
- ■ 2B
  - 四山→ 荒尾駅 → 老人センター → 市民病院 → バスセンター → グリーンランド正門 →聖人原 → 助丸 → 倉掛 → 荒尾駅 → 四山

- ■ 8A
  - 四山 → 荒尾駅 → 倉掛 → グリーンランドホテル → 聖人原 →グリーンランド正門前→バスセンター→ 市民病院 → 老人センター → 荒尾駅 → 四山

- ■ 8B
  - 四山→ 荒尾駅 → 老人センター → 市民病院 → バスセンター → グリーンランド正門 →聖人原 → 弥生の湯→ 倉掛 → 荒尾駅 → 四山

8B系統は山の手発車後に行先番号が8B→27に切り替わる。
2000年のダイヤ改正で2系統、8A系統を廃止して24，25系統を新設。8B系統は市役所循環（29，30系統）に編入。
2002年のダイヤ改正で平日のみの運転となる。

### 倉掛線
- ■ 9
  - 四山 → 荒尾駅 → 倉掛 → グリーンランドホテル前 → 聖人原 → バスセンター
- ■ 27
  - バスセンター → 聖人原 → 弥生の湯 → 倉掛 → 荒尾駅 → 四山

片道のみの運転。
2000年のダイヤ改正で9系統の上りは27系統に分離。運転区間は同じ。
聖人原循環とは異なり、グリーンランド正門前は経由しない。
- ■ 31
  - 四山 → 荒尾駅 → 倉掛 → 助丸 → 聖人原 → バスセンター
- ■ 26
  - バスセンター → 聖人原 → 助丸 → 倉掛 → 荒尾駅 → 四山

2000年のダイヤ改正で2Aの循環運転を取りやめ、31，26系統新設。
聖人原循環とは異なり、グリーンランド正門前は経由しない。

### 山の手線
- ■ 14
  - 四山 - 荒尾駅 - 老人センター - 市民病院 - 中央区 - バスセンター

- ■ 18
  - 四山 - 荒尾駅 - 一小下 - 市民病院 - 中央区 - バスセンター

八幡台線や桜山線（一小下経由）の補完路線。
18系統は2000年のダイヤ改正で廃止

### 桜山線
- ■ 15
  - 四山 - 荒尾駅 - 一小下 - 市民病院 - 桜山（旧道） - 自動車学校 - バスセンター
- ■ 16
  - 四山 - 荒尾駅 - 老人センター - 市民病院 - 桜山（旧道） - 新図団地 - バスセンター

2005年の産交バスへの譲渡時点で16系統は荒尾市営バスの路線として最多本数の運転頻度であった。

### 下金山循環
- ■ 17A
  - バスセンター -→聖人原→唐池団地→府本→海行原→府本校→下金山→一里木→赤田→桜山（国道）→桜山団地上→市民病院→老人センター→荒尾駅→四山
- ■ 17B
  - 四山→荒尾駅→老人センター→市民病院→桜山団地上→桜山（国道）→赤田→一里木→下金山→府本校→海行原→府本→唐池団地→聖人原→バスセンター

2000年のダイヤ改正で廃止し、バスセンター・八幡台・府本を起点とした府本循環（37，39系統）に引継ぎ

### 府本循環
- ■ 20A
  - バスセンター → 聖人原 → 宿 → 府本 → 樺 →  八幡台2丁目 → バスセンター → 市民病院 → 老人センター → 荒尾駅 → 四山
- ■ 20B
  - 四山 → 荒尾駅 → 老人センター → 市民病院 → バスセンター →  八幡台2丁目 → 樺 → 府本 → 宿 → 聖人原 → バスセンター

2000年のダイヤ改正で海行原をショートカットするルートに変更。
2002年のダイヤ改正で平日のみの運転となる。
20A系統は府本発車後に行先番号が20A→1（無番）に切り替わる。
20B系統は八幡台2丁目発車後に行先番号20B→無番（バスセンター）に切り替わる。
- ■ 37・38
  - バスセンター→弥生の湯→聖人原→唐池団地→府本→海行原→府本校→一里木→赤田→八幡宮前→八幡台2丁目→バスセンター
- ■ 39・40
  - バスセンター→八幡第2丁目→八幡宮前→赤田→一里木→府本校→海行原→府本→唐池団地→聖人原→弥生の湯→バスセンター

2000年のダイヤ改正で廃止となった下金山循環を引き継ぐ形で新設された路線。
新たに弥生の湯、八幡台を経由するようになる。
37系統は府本発車後に路線番号が37→38に変わる。
39系統は一里木発車後に路線番号が39→40に変わる。

### 高浜線
- ■ 19
  - バスセンター - 自動車学校 - 桜山（旧道） - 桜山団地上 - 桜山（国道）- 野原 - 高浜
- ■ 25
  - 四山 - 荒尾駅 - 老人センター - 市民病院 - 桜山団地上-桜山（国道）- 野原 - 高浜

2000年のダイヤ改正で25系統廃止。19系統増便。
25系統の行先番号は万田中循環に転用。

### 牛水・清里線
- ■ 21A
  - バスセンター → 市民病院 → 本村 → 水島 → 清里校 →  牛水下 → 南荒尾駅 → 老人センター → 荒尾駅 → 四山
- ■ 21B
  - 四山 → 荒尾駅 → 老人センター → 南荒尾駅 → 牛水下 →  清里校 → 水島 → 本村 → 市民病院 → バスセンター
- ■ 6
  - 四山 -荒尾駅 -老人センター - 南荒尾駅 - 牛水下

2000年のダイヤ改正で6系統を廃止し、21系統を増便。四山起点のルートからバスセンター起点のルートへ変更。
21A系統は清里校発車後に行先番号が21A→6（無番）に切り替わる。
21B系統は南荒尾駅発車後に行先番号が21B→32に切り替わる。

### 福祉村線
- ■ 22
  - 四山 - 荒尾駅 - 老人センター - 市民病院 - 福祉村 - バスセンター

### 市役所循環
- ■ 29
  - バスセンター → 聖人原 → 助丸 → 倉掛 → 荒尾駅 →　市役所 → 8B系統又は14系統へ
- ■ 30
  - バスセンター → 聖人原 → 弥生の湯 → 倉掛 → 荒尾駅 →　市役所 → 8B系統又は14系統へ

2000年のダイヤ改正で新設された路線。
29・30系統として市役所まで運転後、8B系統又は14系統として運転。
倉掛発車後に行先番号が29・30→8B又は14に切り替わる。
2002年のダイヤ改正で29系統は運行休止となる。

### 万田中循環
- ■ 28
  - バスセンター → 中央区 → 市民病院 → 老人センター →24,25系統へ

- ■24
  - 28系統より → 荒尾駅→ 万田中→倉掛 → 助丸 → 聖人原 → グリーンランド正門→ バスセンター→中央区→市民病院→老人センター→荒尾駅→ 四山
- ■25
  - 28系統より → 荒尾駅→ 万田中→倉掛 → グリーンランドホテル → 聖人原 → グリーンランド正門→ バスセンター→中央区→市民病院→老人センター→荒尾駅→ 四山

2000年のダイヤ改正で新設された路線。
本村発車後に行先番号が28→24又は25に切り替わる。

### 庄山線
- ■ 10
  - バスセンター-聖人原-宿-庄山
- ■ 11
  - 四山-荒尾駅-倉掛-助丸-尼ヶ島-庄山
- ■ 24A
  - 四山→荒尾駅→倉掛→助丸→天ヶ島→庄山→宿→聖人原→バスセンター→市民病院→老人センター→荒尾駅→四山
- ■ 24B
  - 四山→荒尾駅→老人センター→市民病院→バスセンター→聖人原→宿→庄山→天ヶ島→助丸→倉掛→荒尾駅→四山

2000年のダイヤ改正で全路線廃止し、バスセンター・庄山を起点とした庄山・川北循環線（34，35系統）に路線引継ぎ。
行先番号の24は万田中循環に転用される。

### 庄山・川北循環線
- ■ 34・36
  - バスセンター→聖人原→宿→庄山→天ヶ島→川北公民館→助丸→野中→弥生の湯→バスセンター

- ■35
  - バスセンター→弥生の湯→野中→助丸→川北公民館→天ヶ島→庄山→宿→聖人原→バスセンター

2000年のダイヤ改正で庄山線を引き継ぐ形で新設。
弥生の湯、川北公民館を経由するルートに改められる。
34系統は庄山発車後に行先番号が34→36に切り替わる。
35系統は川北公民館発車後に行先番号が35→無番（バスセンター）に切り替わる。

### 交通局線
- ■ 12
  - バスセンター→市民プール→交通局（交通部）
- ■ 13
  - 四山-荒尾駅-万田中-ゴルフ場-朝日ヶ丘入口-交通局（交通部）

交通局への回送も兼ねる出庫路線。12系統は長らく片道のみの運転であったが2000年に廃止。
13系統は2000年に朝日ヶ丘線（41・42系統）へ路線を引き継いだが出庫の関係で四山→交通局の1日1便のみ残された。
2002年にはすべて朝日ヶ丘線に路線を引き継ぎ廃止された。

### 朝日ヶ丘線
- ■ 41
  - バスセンター→グリーンランド正門→朝日ヶ丘入口→ゴルフ場前→万田中→荒尾駅→四山
- ■ 42
  - 四山→荒尾駅→万田中→ゴルフ場前→朝日ヶ丘入口→グリーンランド正門→バスセンター

2000年に新設された路線。

## 鉄道事業
1949年3月1日から1964年10月1日まで鉄道事業を行っていた。